# 法西斯主义

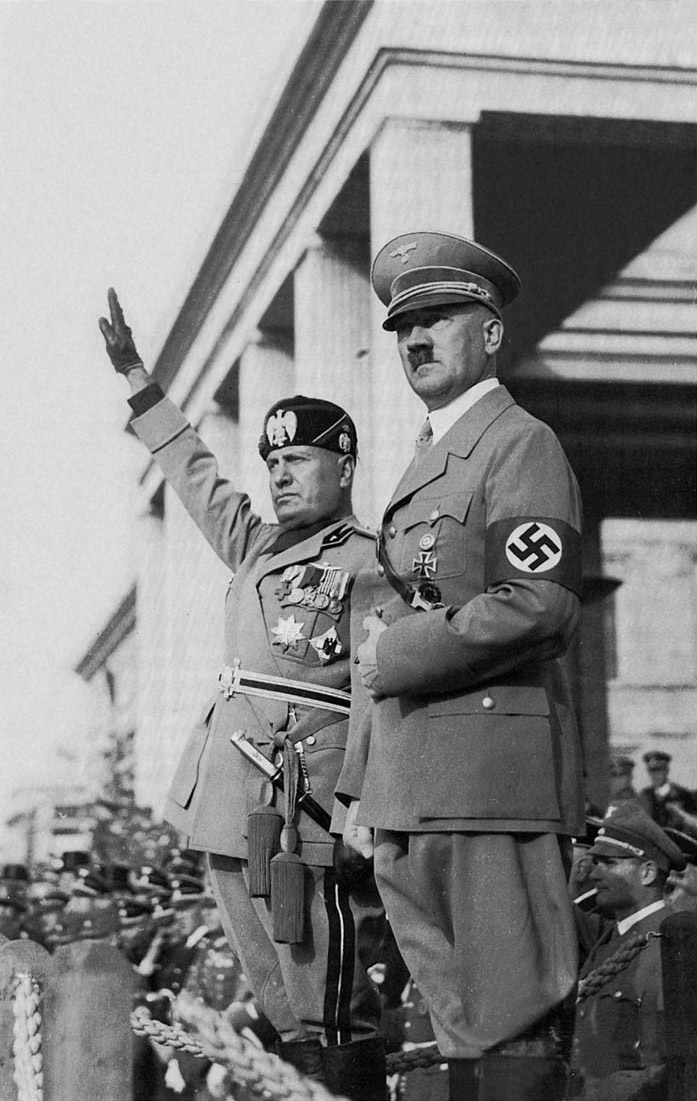
義大利首相墨索里尼（左）與德國元首希特勒（右），两名常被认为是現代法西斯主义代表人物的合影，攝於1938年5月1日

法西斯主义（英語：fascism）是一種威权的極端民族主義形式。其特點是對國家領導的個人崇拜、重視國家意識形態的宣傳，公共機構擁有過度的公權力，強大的社會和經濟统一执行力，以及強制鎮壓反對意见。法西斯主义在20世紀初的歐洲政治中有着显著的地位。第一次法西斯運動在第一次世界大戰期間的意大利王國出現，由貝尼托·墨索里尼創建，也是法西斯革命黨（他日後執政的國家法西斯黨的前身）的創始人，然後傳播到其他歐洲國家，例如日後由納粹黨執政的德國。法西斯主義在摸索階段時與社會主義的發展關係十分緊密，不過法西斯主義反对馬克思共產主義，尤其反对無政府主義、自由主義以及民主主义，因此被放置在傳統左右翼政治光谱中的極右翼。
法西斯主義者视第一次世界大戰为一場革命，它為戰爭、社會、國家和技術的性質帶來了巨大的變化。全面戰爭的出現和社會的全面動員，打破了平民與戰鬥人員之間的區別。“軍事公民身分”出現了，即所有公民都在戰爭期間以某種方式參與軍事:140-141。這場戰爭導致了一個強大的國家的崛起，這個國家能夠動員數百萬人在前線服務，提供經濟生產和後勤支持他們，並擁有前所未有的權力干預公民的生活:140-141。
法西斯主義者認為，自由民主已經過時，並認為在一個極權主義的一黨制國家中完全動員社會是必要的，以使國家為武裝衝突做好準備，並可有效應對經濟困難。這樣一個國家由一個強大的領導者——如獨裁者和由執政的法西斯黨成員組成的軍事政府——来領導，以建立民族團結、維護一個穩定有序的社會。法西斯主義拒絕斷言暴力本質上是消極的，並將政治暴力、戰爭和擴張主義視為可以實現民族「復興」的手段。法西斯主義者一般主張反共，但也認為要推動計畫，採取混合經濟，其主要目標是通過保護主義和干涉主義的經濟政策實現內部經濟自給自足:188-189。极端形式的法西斯主义者则通常持有“血緣纯净”或“优等民族”的信仰史觀，通常与种族主义或偏见的某种形式相呼应。这种“纯净”的文化思想会驱动強硬對外與歧視，法西斯政府可能将视为不受歡迎的群体种族灭绝，强制绝育或是驱逐出境，甚至屠杀。
自意大利和德國在1945年第二次世界大戰被同盟國擊敗以來，很少有政黨公開稱自己為法西斯主義者，而現在這個詞通常被政治對手貶抑。對此，通常新法西斯主義或後法西斯主義的描述有時更正式地用於描述極右翼的政黨，其意識形態類似於或植根於20世紀的法西斯運動。

## 辞源
法西斯主义（義大利語：Fascismo）的辞源為束棒（fasces），一種古羅馬时代的权力象徵物。也是在历史上的一种酷刑。

## 定義
历史上，史学家，政治学家及其他学者曾长期争论法西斯主義一词的确切定义。不同的學術團體對法西斯的定義也有不同，許多定義被批評是描述過度寬泛或者過度狹隘。
目前的学术共识是，法西斯主義，尤其是掌權的法西斯主義，從歷史上就一直攻擊共產主義，保守主義和議會自由主義，并主要是從極右翼那裡獲得支持。
史学家史丹利·佩恩給出了法西斯主義的一種普遍定義，这套定义也被許多著作认为是评斷法西斯主義的標準，主要包括這些方面：
1. “法西斯式的否定论”：反自由主义、反共主義及反保守主义；
2. “法西斯式的目标”：建立民族主義專政以調節經濟結構，並在現代、自決的文化中轉變社會關係，最终將國家擴展為帝國；
3. “法西斯式的作风”： 浪漫象徵主義的政治美學，大規模動員，對暴力的積極看法以及對男性氣概，青年和超凡魅力獨裁統治的提倡。[31][32][33][34]

《世界法西斯：一歷史百科全書》定義法西斯主义為:2：
一種具革命形式的極致民族主義，此民族主義决心要動員所有「健康的」社會和政治能量，以抵抗其認定造成民族衰敗的威脅，以實現國族或民族脫胎換骨的目標。該民族主義方案涉及政治文化的复兴，包括支撐政治的社會及倫理文化的重生，而在某些案例此重生包括了基於種族學說的優生學概念的复兴重生。
根據法西斯的跨國比較及世界史研究總結出的定義，通用、泛型的法西斯主義有三項核心要素：極致民族主義、革命、及复兴:2。

### 極致民族主義
極致民族主義是法西斯主義絕對根本，因此極致民族主義和傳統民族主義的概念完全不同:2。以極致民族主義來說，移民拿到護照，或習得了國家語言，以這樣的方式取得國籍是不夠的:2。
法西斯主義的極致民族主義核心概念則提倡一種“有機”、“種族”或“整合”的國籍性概念，強調国族认同的首要地位，對同質性文化、共享歷史、或民族的歸屬感。極致民族主義認為這種歸屬感遭到個人主義、消費主義、大規模移民、寰宇主義（世界主義）、全球化和多元文化的多方破壞。:2
法西斯主義意識形態建立此民族概念之上：民族是一種超越個人之上的、有活生生歷史及天命：作為一活生生的有機體，民族能茁壯成長、死亡、或復興再生。

### 革命
法西斯主義者宣稱為扭轉民族衰败並開創民族復興，是革命鬥爭事業來建立後封建、後自由主義及後蘇維埃的秩序。根據此定義，歷史上在世界各地雖有程度不一的法西斯主義組織及活動，在政府政權上僅有兩個國家可以無誤的定義為法西斯政權：法西斯義大利和納粹德國。在法西斯主義革命內容及政策立場上差異頗大，因此需要建立法西斯國際來誘發不僅僅是個別國家的再生及復興，也包括歐洲的再生及復興:2-3 。

### 复兴
法西斯主義的目標在於將社會轉變為民族共同體再生及复兴的基礎，創造新民族性格及新國民。法西斯主義复兴民族的作法包括破壞現有的民主政治系統、廣泛部署高度入侵性的社會工程、政治儀式的精心展示、領導者迷眾、等等，都為法西斯義大利和第三帝國共享的特點:3 。民族复兴神話的含糊不清本身，是法西斯主義運動能廣招各種不同社會背景的人所支持的要點:3 。复兴神話，營造宗教情感和預感現實以注入超脫意涵，法西斯主義對民族共同體的歷史賦予了靈性，因此在法西斯主義取得權力後運動，將傾向建立一「政治宗教」將民族和國家神聖化，以此建立新秩序。這種透過魅力領袖、壯觀展示、政治儀式等等的政策，使得自由民主社會有的「公民宗教儀式方面的作法，相形之下顯得蒼白無力:4 。

### 其他定義
贝尼托·墨索里尼定義法西斯主義為右翼的集體主義意識形態，反對社會主義、自由主義、民主和个人主义。他宣稱：
即使假定19世紀是社會主義、自由主義、民主的世紀，這並不表示20世紀也必須是社會主義、自由主義、民主的世紀。政治原理會消失，國家則會繼續存在。我們能相信這將是一個權力的世紀、「右翼」的世紀、一個法西斯的世紀。如果19世紀是個人的世紀（自由主義意味著個人主義），那我們能相信這將是一個「集體」的世紀，也因此必然是國家的世紀。
罗伯特·帕克斯顿对于法西斯主义的定义在近年来获得比较多的支持：
法西斯主义可以被定义为一种政治行为的形式，有着显著的社会衰退、羞辱、和受害心理，并以对于统一、力量、和纯正的崇拜加以补偿之，在这种社会里以群众为根基的激进民族主义政党与传统的精英份子连结—虽然并不稳定但仍有效的互相合作，抛弃民主自由并追求暴力，以及没有道德或法律限制的内部清洗和外部扩张的目标。
法西斯的主張既是政治性的也是經濟性的，學者們研究這些成分的方式也有所不同。汉娜·阿伦特的研究主要是專注於政治上的，認為那些通常視同法西斯主義的政權（如納粹主義），是屬於更大層面的極權主義。聖何塞州立大學的經濟學教授塞耶·沃特金斯（Thayer Watkins）則認為法西斯主義是與社團主義相連結的，社團主義強調國家對於經濟的壓抑，沃特金斯認為全世界大多數的政府多多少少都有一些社團主義的成分，他認為墨索里尼的法西斯政權只不過是大萧条時期普遍出現的社團主義國家之一，他認為當時其他不同的政治系統如西班牙、阿根廷和美國也都是社團主義國家。
梅里厄姆·韋伯斯特詞典定義法西斯主義為「一種政治哲學、運動、或政權（如同黑衫黨），將國家和種族的地位置於個人之上，並主張一個中央集權化的專制政府，由獨裁領導者所率領，嚴格的經濟和社會組織化，並強力鎮壓反對勢力」。
《大英百科》對法西斯主義一詞的定義則是：「個人的地位受制於集體——例如某個国家、民族、种族或社會階級之下的社會組織。」法西斯主義通常結合了社團主義、工團主義、獨裁主義、極端民族主義、军国主义、反无政府主义、反對自由放任的资本主义、反共产主义、和反自由主义的政治哲学。法西斯主義可以視為是極端形式的集体主义，反對个人主义。

## 歷史

### 背景和19世紀的根源
喬治·瓦盧瓦，第一個非意大利法西斯政黨Faisceau的創始人，聲稱法西斯主義的根源源於18世紀晚期的雅各賓運動，在其極權主義性質中看到了法西斯國家的预兆。歷史學家格爾奧格·摩瑟同樣將法西斯主義分析為法國大革命大眾意識形態和公民宗教的繼承者，以及1914-1918年社會殘酷化的結果。
艾琳·柯林斯和霍華德·C·佩恩等歷史學家將管理“警察國家”並壓制媒體的拿破崙三世視為法西斯主義的先驅。根據大衛·湯姆森的說法，1871年的意大利復興運動導致了“法西斯主義的剋星”。威廉·L·夏伊勒看到了從費希特和黑格爾的觀點到俾斯麥和希特勒的連續性；羅伯·葛沃斯談到了從俾斯麥到希特勒的“直線”。朱利安·迪爾克斯將法西斯主義視為“特別暴力的帝國主義形式”。

### 世紀末時代和莫拉斯主義與索雷爾主義的融合
歷史學家澤夫·斯特恩海爾將法西斯主義的意識形態根源追溯到1880年代，特别是那個時代的世紀末主題。主題基於對唯物主義、理性主義、實證主義、資產階級社會和民主的反抗。世紀末一代支持情緒主義、理性主義批判、主觀主義和生機論。他們認為文明正處於危機之中，需要大規模和全面的解決方案。他們的學派認為個人只是更大集體的一部分，不應將其視為原子化個體的數字總和。他們譴責社會的理性主義、個人主義和資產階級社會中社會聯繫的瓦解。
世紀末的觀點受到各種智力發展的影響，包括達爾文主義、整體藝術、阿蒂尔·德·戈比诺的種族主義、古斯塔夫·勒龐的心理學，以及弗里德里希·尼采、費奧多爾·陀思妥耶夫斯基和亨利·柏格森的哲學。得到廣泛接受的社會達爾文主義不區分物質生活和社會生活，並將人類狀況視為實現適者生存的不斷鬥爭。它挑戰了實證主義關於刻意和理性選擇是人類決定性行為的主張，而社會達爾文主義則關注遺傳、種族和環境。它對生物群體身份和社會內部有機關係的作用的強調促進了民族主義的合法性和吸引力。社會和政治心理學的新理論也拒絕了人類行為受理性選擇支配的概念，而是聲稱情感在政治問題上比理性更有影響力。尼采“上帝已死”的論點與他對基督教、民主和現代集體主義的“從眾心理”的攻擊不謀而合，他的超人說，以及他將權力意志作為一種原始本能的主張，對許多世紀末的一代人產生了重大影響。柏格森聲稱存在一種生命活力或生命本能，以自由選擇為中心，拒絕了唯物主義和決定論的過程；這挑戰了馬克思主義。
在他的著作《統治階級》中，加塔諾·莫斯卡提出了一種理論，聲稱在所有社會中，“有組織的少數人”將統治和統治“無組織的多數人”，指出社會中只有兩個階級，“統治者”（有組織的少數人）和“被統治者”（無組織的多數人）。他聲稱，有組織的少數群體的有組織性使其對無組織的多數群體中的任何個人都無法抗拒。
法國民族主義者和反動君主主義者夏爾·莫拉斯影響了法西斯主義。莫拉斯提倡他所謂的整體民族主義，它呼籲一個民族的有機統一，並堅持認為一個強大的君主是一個民族的理想領袖。莫拉斯不信任他認為的大眾意志的民主神秘化，這種神秘化創造了一個非個人的集體主體。他聲稱一個強大的君主是一個人格化的主權者，他可以行使權力來團結一個國家的人民。莫拉斯的整體民族主義被法西斯理想化，但被修改為一種沒有莫拉斯君主制的現代化革命形式。

#### 法西斯工團主義
法國革命工團主義者喬治·索雷爾在他的著作《暴力論》和其他作品中提倡政治暴力的合法性，在這些著作中，他主張激進的工團主義行動，以通過總罷工來實現推翻資本主義和資產階級的革命。在對暴力的反思中，索雷爾強調了對革命政治宗教的需要。同樣在他的著作《進步的幻覺》中，索雷爾譴責民主是反動的，稱“沒有什麼比民主更貴族化了”。到1909年，在法國工團主義總罷工失敗後，索雷爾和他的支持者離開了激進的左翼，轉向了激進的右翼，他們試圖將激進的天主教和法國愛國主義與他們的觀點結合起來——提倡反共和的基督教法國愛國者作為理想的革命者。最初，索雷爾正式是馬克思主義的修正主義者，但到1910年宣布放棄社會主義文學，並在1914年聲稱，使用贝内德托·克罗齐的格言“社會主義已死”，因為“馬克思主義的分解”。索雷爾從1909年開始支持反動的莫拉斯民族主義，這影響了他的作品。莫拉斯有興趣將他的民族主義理想與工團主義結合起來，作為對抗民主的一種手段。莫拉斯說：“從民主和世界主義因素中解放出來的社會主義適合民族主義，就像製作精良的手套適合美麗的手一樣。”
莫拉斯民族主義和索雷爾工團主義的融合影響了激進的意大利民族主義者恩里科·科拉迪尼。科拉迪尼談到了民族主義工團主義運動的必要性，該運動由精英貴族和反民主人士領導，他們共同致力於直接行動和戰鬥的革命工團主義承諾。科拉迪尼稱意大利是一個“無產階級國家”，需要追求帝國主義以挑戰“金權政治”法國和英國。科拉迪尼的觀點是右翼意大利民族主義協會內部更廣泛看法的一部分，該協會聲稱意大利的經濟落後是由其政治階層的腐敗、自由主義和“卑鄙的社會主義”造成的分裂造成的。
右翼意大利民族主義協會在保守主義者、天主教徒和商界之間保持著聯繫和影響力。意大利國家工團主義者持有一套共同的原則：拒絕資產階級價值觀、民主、自由主義、馬克思主義、國際主義和和平主義，提倡英雄主義、活力主義和暴力。聲稱自由民主不再與現代世界兼容，並主張強國和帝國主義。他們認為，人類天生具有掠奪性，各國都在不斷的鬥爭中，只有最強者才能生存。

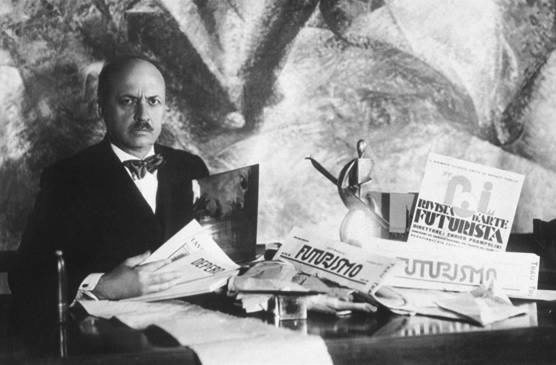
菲利波·托馬索·馬里內蒂，《未來主義宣言》的意大利現代主義作家，後來成為《法西斯主義宣言》的合著者

未來主義既是一場藝術文化運動，也是意大利的一場政治運動，由創立《未來主義宣言》的菲利波·托馬索·馬里內蒂領導，它支持現代主義、行動和政治暴力的原因作為政治的必要元素，同時譴責自由主義和議會政治。馬里內蒂拒絕基於多數統治和平等主義的傳統民主，尋求一種新的民主形式，推廣他在其著作《未來主義的民主觀》中所描述的內容如下：“因此，我們能夠給把创造和拆除的指令交给数字、数量、質量，因為對我們來說數量、數量和質量永遠不會——像在德國和俄羅斯那樣——是平庸無能的数字、数量、質量，没有能力，没有决断力。”
未來主義影響了法西斯主義，強調承認暴力行動和戰爭的陽剛本質是現代文明的必需品。馬里內蒂提倡對年輕男子進行體育鍛煉，他說，在男性教育中，體操應該優先於書本。他提倡性別隔離，因為女性的感性不能進入男性的教育，他聲稱男性的教育必須是“活潑、好鬥、肌肉發達和充滿活力的”。

### 第一次世界大戰及其後果

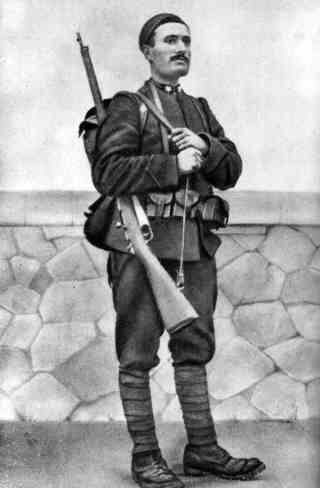
貝尼托·墨索里尼（1917年在這裡作為第一次世界大戰中的一名士兵），他於1914年創立並領導了国际行动的革命力量，以促進意大利對戰爭的干預，將其作為一種革命民族主義行動，從奧匈帝國手中解放意大利聲稱的土地

1914年8月第一次世界大戰爆發時，意大利政治左翼在其對戰爭的立場上出現了嚴重分歧。意大利社會黨反對戰爭，但一些意大利革命工團主義者支持對德國和奧匈帝國的戰爭，理由是必須擊敗他們的反動政權才能確保社會主義的成功。安傑洛·奧利維耶羅·奧利維蒂於1914年10月成立了一个支持干预主义的团体，名為“国际行动的革命力量”。貝尼托·墨索里尼被開除擔任意大利社會黨報紙《Avanti!》的主編後，由於他的反德立場，加入了干预主義事業。“法西斯主義”一詞於1915年首次由墨索里尼的革命运动成員使用。
国际行动的革命力量的第一次會議於1915年1月24日舉行，當時墨索里尼宣佈歐洲有必要解決其國家問題——包括國界——意大利和其他地方“為了正義和自由的理想，被壓迫的人民必須獲得屬於他們所來自的民族共同體的權利。”舉行群眾集會的嘗試無效，該組織經常受到政府當局和社會主義者的騷擾。

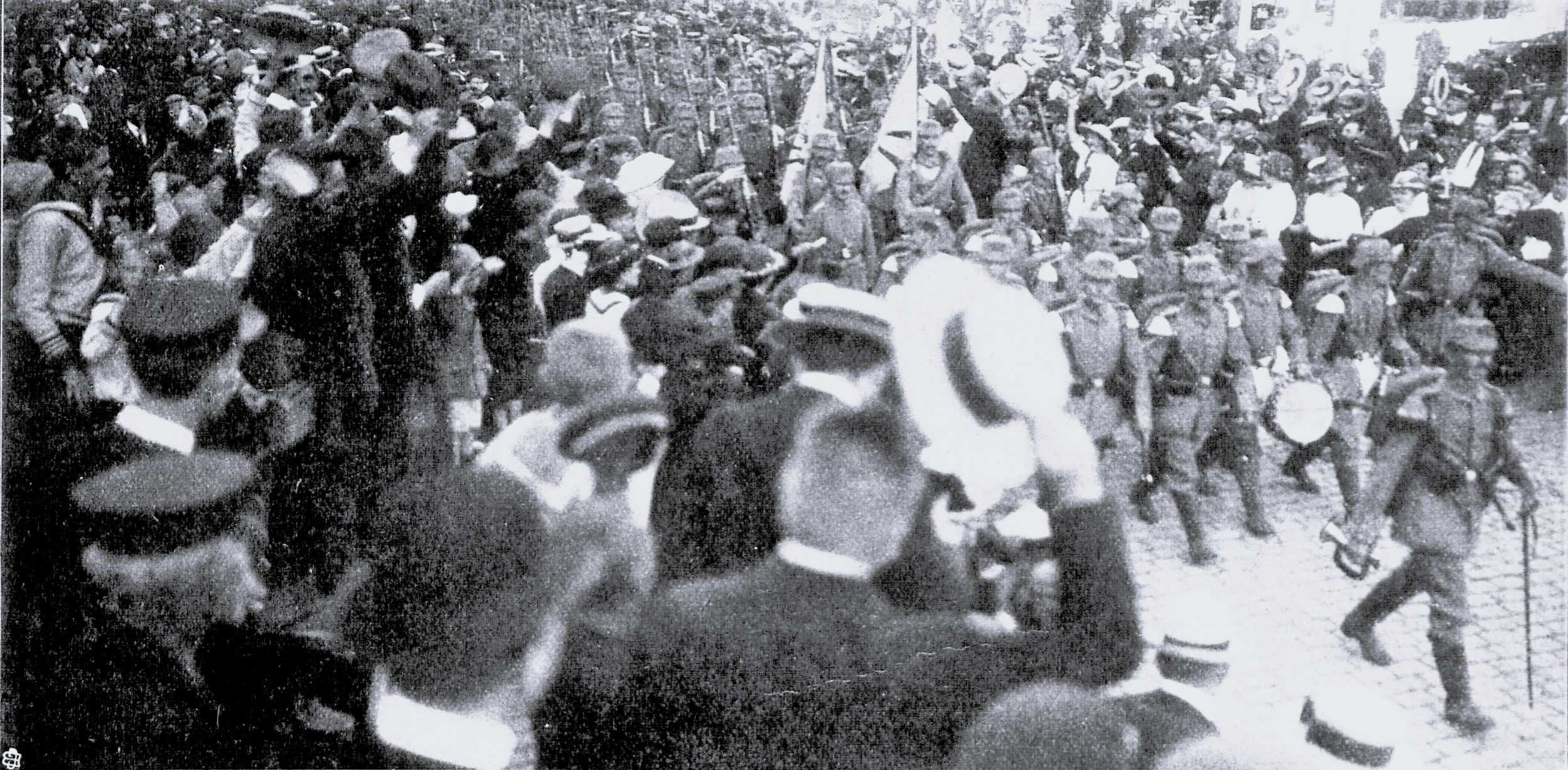
在第一次世界大戰前夕，德國士兵在呂貝克遊行。約翰·普倫格的“1914年精神”概念將戰爭的爆發確定為建立民族主義德國團結的時刻。

戰爭爆發後，德國也出現了類似的政治思想。德國社會學家約翰·普倫格談到了德國“國家社會主義”的興起，他稱之為“1914年的思想”，這是對“1789年的思想”的宣戰。根據普倫格的說法，“1789年的思想”，如人的权利、民主、个人主义和自由主义，正在被拒绝，取而代之的是“1914年的思想”，其中包括义务、纪律、法律和秩序等 “德國價值觀”。普倫格認為種族團結將取代階級劃分，“種族同志”將在“無產階級”德國反對“資本主義”英國的鬥爭中團結起來創造一個社會主義社會。他認為，1914年精神體現在民族社會主義人民同盟的概念中。這種國家社會主義是國家社會主義的一種形式，它拒絕“無限自由的理念”，提倡在國家領導下為整個德國服務的經濟。這個國家社會主義是反對資本主義的，因為它有違背德國“國家利益”的成分。但堅持認為國家社會主義將努力提高經濟效率。普倫格提倡專制理性的統治精英通過等級化的專家統治國家發展國家社會主義。

#### 第一次世界大戰的影響
法西斯主義者認為第一次世界大戰給戰爭、社會、國家和技術的性質帶來了革命性的變化，因為總體戰和群眾動員的出現打破了平民和戰鬥人員之間的區別，因為平民已成為經濟中的關鍵部分為戰爭努力生產，因此產生了一種“軍事公民身份”，在這種公民身份中，所有公民在戰爭期間都以某種方式參與了軍隊。第一次世界大戰導致一個強大的國家崛起，能夠動員數百萬人在前線服務或提供經濟生產和後勤支持前線人員，並擁有前所未有的干預權力公民的生活。法西斯主義者將武器技術的發展和國家在戰爭中全面動員其人民視為像徵著一個新時代的開始，將國家權力與大眾政治、技術，特別是他們認為的動員神話戰勝了進步神話和自由主義時代。

#### 布爾什維克革命的影響

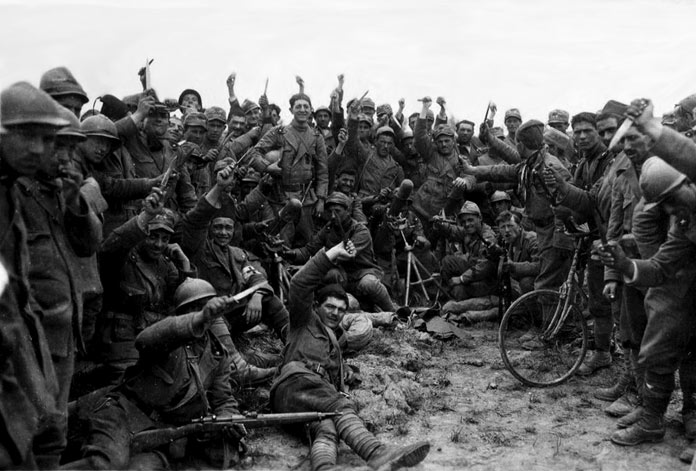
意大利阿迪蒂突击队的成員（這裡是1918年手持匕首，這是他們團體的象徵），該突击队成立於1917年，是為執行危險任務而訓練的士兵團體，其特點是拒絕投降並願意戰鬥至死。他們的黑色制服激發了意大利法西斯運動的靈感。

1917年十月革命，由弗拉基米爾·列寧領導的布爾什維克共產主義者在俄羅斯奪取政權，極大地影響了法西斯主義的發展。1917年，墨索里尼作為国际行动的革命力量的領袖，讚揚了十月革命，但後來他對列寧不以為然，認為他只是沙皇尼古拉二世的新版本。第一次世界大戰後，法西斯主義者通常以反馬克思主義的議程進行競選。
法西斯主義和布爾什維克的自由派反對者都認為，兩者之間有許多相似之處，包括他們相信先鋒領導的必要性，蔑視資產階級價值觀，並認為他們有極權主義的野心。在實踐中，兩者都普遍強調革命行動、無產階級民族理論、一黨制國家和黨軍；然而，兩者在目標和策略上都有明顯的區別，布爾什維克強調需要有組織的參與式民主（蘇維埃民主）和基於無產階級國際主義的平等主義、國際主義社會願景，而法西斯主義者則強調超民族主義和對民主的公開敵意，並設想等級社會結構對其目標至關重要。隨著不干預主義的馬克思主義者和親干預主義的法西斯主義者之間的對立在戰爭結束時完成，雙方變得不可調和。法西斯主義者自稱是反共主義者，尤其是反對馬克思主義者。1919年，墨索里尼鞏固了對法西斯運動的控制，被稱為聖墓廣場運動，成立了義大利戰鬥者法西斯。

### 法西斯意大利

#### 墨索里尼當權
被意大利國王維多·伊曼紐三世任命為首相後，因為法西斯分子無法控制意大利議會，墨索里尼不得不組建聯合政府。墨索里尼的聯合政府最初在中間黨成員、自由派財政部長阿爾貝托·德斯特凡尼的指導下推行經濟自由主義政策，包括通過大幅削減公務員制度來平衡預算。最初，政府政策幾乎沒有發生重大變化，警察的鎮壓行動也很有限。
法西斯主義者開始試圖通過阿塞博法，在意大利鞏固法西斯主義，該法保證獲得25%或更多選票的選舉中，任何政黨或聯盟名單在議會中擁有多數席位。通過許多的法西斯暴力和恐嚇贏得了多數選票，使許多席位落入法西斯手中。選舉結束後，社會黨代表吉亚科莫·马泰奥蒂被法西斯分子綁架並殺害，引發了一場危機和政治醜聞。議會中的自由主義者和左翼少數派罷工抗議。1925年1月3日，墨索里尼在法西斯控制的意大利議會發表講話，宣布他對所發生的事情負有個人責任，但堅稱他沒有做錯任何事。墨索里尼宣布自己是意大利的獨裁者，對政府承擔全部責任，並宣布解散議會。從1925年到1929年，法西斯主義穩步鞏固權力：反對派代表被拒絕進入議會，並實行審查制度，1925年12月的一項法令規定墨索里尼只對國王負責。

#### 天主教會
1929年，法西斯政權短暫地獲得實際上是天主教會的祝福，該政權與教會簽署了拉特朗條約，該條約賦予教宗國家主權和財政補償以奪取教會土地19世紀的自由國家，但在兩年內，教會在通諭（意大利文）“Non Abbiamo Bisogno”（翻译：我们没有这种需求/我们并不需要）中宣布放棄法西斯主義，稱其為“異教徒的國家偶像崇拜”，教導“仇恨、暴力和不敬”。簽署協議後不久，根據墨索里尼自己的供述，教會曾威脅要將他“逐出教會”，部分原因是他頑固的性格，但也因為他在接下來的三個月內沒收了比過去七年更多的天主教報紙。到1930年代後期，墨索里尼對他的反教權言論中更加直言不諱，一再譴責天主教會並討論罷免教宗的方法。他的立場是，“教宗是意大利身體裡的一顆毒瘤，必須‘一勞永逸地根除’，因為在羅馬，教宗和他自己都沒有立足之地”。墨索里尼的遺孀雷切爾在她1974年的書中說，她的丈夫一直是無神論者，直到他生命的盡頭，寫道她的丈夫“在他生命晚年之前基本上沒宗教信仰”。
德國的納粹分子採用了類似的反教權政策。蓋世太保沒收了奧地利和德國的數百座修道院，驅逐了神職人員和外行，並經常用萬字符代替十字架。將萬字符稱為“魔鬼的十字架”，教會領袖發現他們的青年組織被取締，並且他們的會議受到限制，各種天主教期刊被審查或取締。政府官員最終發現有必要讓“納粹分子擔任天主教媒體的編輯職位”。多達2,720名神職人員，其中大部分是天主教徒，被蓋世太保逮捕並關押在德國達豪集中營內，導致1,000多人死亡。

#### 社團經濟體制
法西斯政權於1925年建立了社團主義經濟體系，並製定了維多尼宮契約，其中雇主協會意大利工業總聯合會和法西斯工會同意承認彼此為意大利雇主和僱員的唯一代表，不包括非法西斯貿易工會。法西斯政權創建了公司部，將意大利經濟組織成22個部門公司，禁止工人罷工和停工，並於1927年制定了《勞工憲章》，確立了工人的權利和義務，並設立了勞工法庭仲裁雇主與僱員的糾紛。在實踐中，行業公司幾乎沒有獨立性，主要由政權控制，員工組織很少由員工自己領導，而是由任命的法西斯黨員領導。

#### 激進的外交政策
在1920年代，法西斯意大利奉行侵略性外交政策，包括攻擊希臘克基拉島、擴大意大利在巴爾幹半島的領土、計劃對土耳其和南斯拉夫王國發動戰爭、試圖通過支持克羅地亞將南斯拉夫拉入內戰，讓馬其頓分離主義者使意大利的干預合法化，並使阿爾巴尼亞成為意大利事實上的保護國，通過外交手段在1927年實現。以回應意大利殖民地利比亞的叛亂，法西斯意大利放棄以前自由時代與地方領導人合作的殖民政策。相反，它聲稱意大利人比非洲人種優越，因此有權殖民“劣等”非洲人，它試圖在利比亞安置10至1500萬意大利人。導致了針對利比亞當地人的侵略性軍事行動，稱為“利比亞綏靖戰爭”，包括大規模屠殺、使用集中營和強迫數千人挨餓。意大利當局強行驅逐100,000名居蘭尼加貝都因人進行種族清洗，占利比亞居蘭尼加人口的一半，這些定居點原定將提供給意大利定居者。

#### 希特勒採用意大利模式

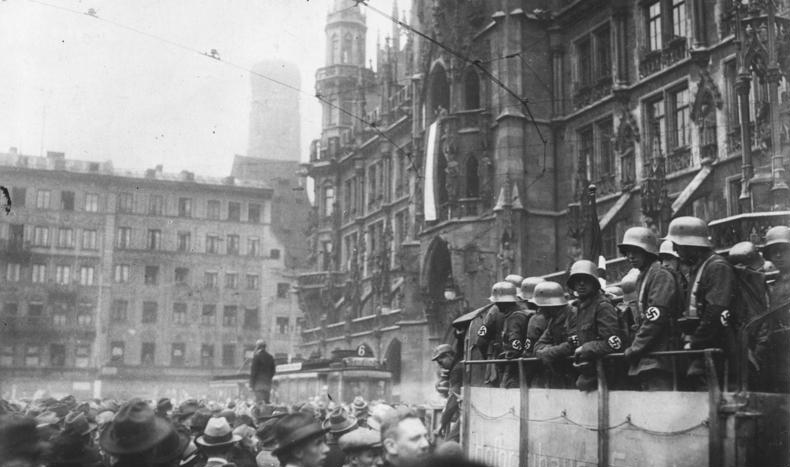
啤酒館政變期間慕尼黑的納粹分子

向羅馬進軍引起了法西斯主義者的國際關注。阿道夫·希特勒是一位意大利法西斯主義的早期崇拜者，在三月之後不到一個月，他和納粹黨開始以墨索里尼和法西斯主義者為榜樣。由希特勒和德國戰爭英雄埃里希·魯登道夫領導的納粹分子試圖以羅馬進軍為藍本進行“柏林進軍”，結果導致1923年11月慕尼黑啤酒館政變失敗。

### 大萧条的影响
在讨论法西斯主义在意大利以外的传播时，历史学家菲利普·摩根指出。“由于大萧条是自由放任资本主义及其政治对应物——议会民主制的危机，法西斯主义可以作为资本主义和布尔什维克主义之间的‘第三条道路’替代品，成为新的欧洲‘文明’模式。正如墨索里尼在1934年初的典型说法，‘从1929年开始……法西斯主义已经成为一种普遍现象……19世纪的主导力量，民主、社会主义、自由主义已经用尽……20世纪的新政治和经济形式是法西斯主义’。”法西斯宣傳將1930年代長期蕭條的問題歸咎於少數民族和替罪羊：“猶太教-共濟會-布爾什維克”陰謀、
左翼國際主義和移民的存在。
在德國，促成了納粹黨的崛起，導致魏瑪共和國滅亡，阿道夫·希特勒領導下的法西斯政權納粹德國建立。隨著希特勒和納粹在1933年上台執政，自由民主制在德國解體，納粹動員國家發動戰爭，對鄰國實施擴張主義領土。1930年代，納粹實施種族法，蓄意歧視、褫奪公權和迫害猶太人和其他種族和少數群體。
法西斯運動在歐洲其他地方愈演愈烈。1932年，匈牙利法西斯主義者根伯什·久洛上台，擔任匈牙利總理，並試圖在全國鞏固統一黨的地位。他在工業界創造了每天八小時工作制和每週工作四十八小時的制度；試圖鞏固社團主義經濟；並對匈牙利的鄰國提出了領土收復主義主張。1933年之後，羅馬尼亞的法西斯鐵衛團運動獲得了政治支持，在羅馬尼亞政府中獲得了代表權，鐵衛團的一名成員暗殺了羅馬尼亞總理揚·杜卡。鐵衛團是德國和意大利以外唯一在沒有外國援助的情況下上台的法西斯運動。在1934年巴黎騷亂期間，法國面臨自德雷福斯事件以來最大的國內政治動盪，當時法西斯主義方濟各運動和多個極右翼運動在巴黎集體騷亂反對法國政府，導致重大政治暴力。在大蕭條期間形成了各種借鑒法西斯主義元素的準法西斯政府，包括希臘、立陶宛、波蘭和南斯拉夫的政府。

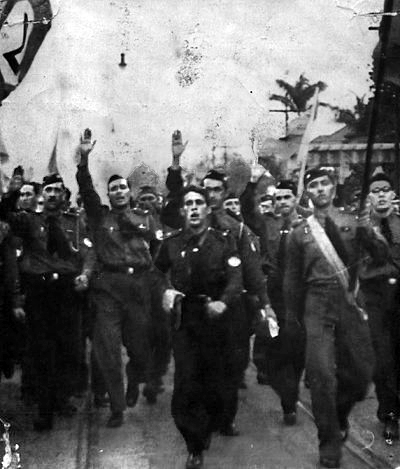
整合主義者在巴西遊行

在美洲，由普林尼奧·薩爾加多領導的巴西整合主義者聲稱擁有多達200,000名成員，儘管在1937年政變後，面臨來自巴西第三共和國熱圖利奧·巴爾加斯的鎮壓。在秘魯，秘魯革命聯盟是一個1931年至1933年執政的法西斯政黨。在1930年代，智利國家社會主義運動在智利議會中獲得席位，並企圖發動政變，導致1938年的塞古羅·奧布雷羅大屠殺。
在大蕭條時期，墨索里尼提倡國家積極干預經濟。他譴責他聲稱始於1914年當代的“超資本主義”是失敗的，因為它所謂的頹廢、無限對消費主義的支持以及創造“人類標準化”的意圖。法西斯意大利創建了工業重建研究所（IRI），是一家大型國有企業和控股公司，為倒閉的私營企業提供國家資金。IRI於1937年成為法西斯意大利的永久機構，奉行法西斯政策以建立國家封閉經濟並有權接管私營公司以最大限度地提高戰爭生產。雖然希特勒政權在1940年代初期僅將關鍵行業的500家公司收歸國有，墨索里尼在1934年宣布“意大利四分之三的工業和農業經濟掌握在國家手中”。由於全球經濟蕭條，墨索里尼政府得以接管意大利大部分倒閉的最大銀行，這些銀行在許多意大利企業中擁有控制權。負責破產銀行和公司的國營控股公司工業重建研究所在1934年初報告說，他們持有“意大利股本的48.5%”資產，政治歷史學家馬丁·布林克霍恩估計意大利的國家干預和所有權範圍“大大超過了納粹德國，使意大利的公共部門僅次於斯大林的俄羅斯”。在1930年代後期，意大利頒布了製造業獨占聯盟、關稅壁壘、貨幣限制和大規模經濟監管，試圖平衡國際收支。意大利的自給自足政策未能實現有效的經濟自主。納粹德國同樣推行以自給自足和重新武裝為目標的經濟議程，並實施貿易保護主義政策，包括迫使德國鋼鐵工業使用質量較低的德國鐵礦石，而不是優質的進口鐵。

### 第二次世界大戰 (1939–1945)
在法西斯意大利和納粹德國，從1930年代到1940年代，墨索里尼和希特勒都奉行領土擴張主義和干預主義的外交政策，最終在第二次世界大戰中達到頂峰。墨索里尼呼籲收回意大利的領土收復主義主張，確立意大利對地中海的統治地位，確保意大利進入大西洋，並在地中海和紅海地區創造意大利的重要空間。希特勒呼籲收回民族復興主義的德國主張，同時建立德國生存空間在東歐，包括蘇聯控制的領土，將被德國人殖民。
從1935年到1939年，德國和意大利不斷升級其領土要求和在世界事務中發揮更大影響力的要求。意大利於1935年入侵埃塞俄比亞，導致其受到國際聯盟的譴責和廣泛的外交孤立。1936 年，德國將萊茵蘭再軍事化，該地區已根據《凡爾賽條約》下令非軍事化。1938年，德國吞併奧地利，意大利協助德國解決德國與英國和法國之間因對捷克斯洛伐克提出主權要求而發生的外交危機，安排了賦予德國蘇台德地區的《慕尼黑協定》並在當時被認為避免了一場歐洲戰爭。當捷克斯洛伐克因德國附庸國斯洛伐克的宣布而解散時，這些希望破滅了，隨後第二天佔領了剩餘的捷克土地，並宣布德國保護國波希米亞和摩拉維亞。與此同時，從1938年到1939年，意大利要求法國和英國做出領土和殖民讓步。1939年，德國準備與波蘭開戰，但試圖通過外交手段從波蘭獲得領土讓步。波蘭政府不相信希特勒的承諾，拒絕接受德國的要求；之後德國正式入侵波蘭，導致第二次世界大戰的爆發。

## 外部連結
- 法西斯主義 （页面存档备份，存于），由Sheldon Richman
- 法西斯主義和錫安主義 - 世界錫安主義者組織
- 法西斯主義Part I - 了解法西斯主義和反猶太主義 （页面存档备份，存于）
- 法西斯主義的運作[]
- 法西斯主義：它是什麼？又該如何與之奮鬥？由托洛斯基著 （页面存档备份，存于）
- 法西斯主義的信條 （页面存档备份，存于）

反法西斯主義網站
- 探照灯杂志 （页面存档备份，存于）（英文）
- 法西斯主义政治经济学-戴夫·伦顿的反法西斯网站（英文）